# كالجون (منقي المياه)
كالجون هي علامة تجارية لمنتجات تنقية المياه مملوكة لشركة ريكيت بنكيزر الأنجلو هولندية .

## دعاية
في البرتغال ، كان إعلان كالجون هو نفس الإعلان المشهور [بحاجة لمصدر أفضل] لمدة 30 عامًا تقريبًا.[متى؟]
في إيطاليا، كان اسم كالجون هو كالفورت من عام 1965 إلى أوائل عام 2008. 
في المملكة المتحدة وأيرلندا، بدأت شركة كالجون الإعلان على التلفزيون في مارس 1985 وما زالت تستخدمه حتى اليوم.

## نقد للمنتج
في مايو 2011، نشرت مؤسسة هويش? وأظهرت المجلة أنه لا يوجد دليل يشير إلى أن الغسالات تدوم لفترة أطول عند معالجتها بمادة كالجون في ظل ظروف غسيل "عادية". ومع ذلك، فإن كالجون ينكر هذا الأمر.  في أكتوبر 2011، خلص برنامج رادار على قناة تروس الهولندية أيضًا إلى أن منقي المياه من شركة كالجون ليس ضروريًا في ظل ظروف الغسيل "العادية" للعملاء الهولنديين. 